# Берг, Пётр Петрович
Пётр Петрович Берг (1897—1974) — советский учёный в области литейных процессов, заслуженный деятель науки и техники РСФСР, доктор технических наук, профессор.

## Биография
Родился 25 декабря 1897 года в Санкт-Петербурге в семье служащих.
Окончил Петроградский горный институт (1921). Работал в Геологическом управлении по изысканию нерудных материалов.
В 1933 году в работе «Курс формовочных материалов» предложил классификацию свойств, определяющих качество формовочных материалов, и методику оценки теплового режима литейных форм и отливок, дал классификацию литейных дефектов.
В марте 1941 года защитил диссертацию на соискание ученой степени доктора технических наук по теме «Основные теории проницаемости формовочных материалов» .
В 1945—1948 работал начальником литейного отдела ЦНИИТМАШ, одновременно преподавал в МАМИ на кафедре «Машины и технология литейного производства», вёл курсы «Формовочные материалы» и «Контроль качества отливок».
С 1948 по 1974 год зав. кафедрой «Технология металлов» МАДИ. Создал в институте исследовательскую лабораторию по формовочным смесям. в 1967 году на кафедру по приглашению П.П. Берга пришел его ученик, кандидат технических наук Александр Петрович Панов . С 1971 по 1974 год в аспирантуре МАДИ на кафедре «Технология металлов» учился будущий ректор МАДИ (2001—2016) В.М. Приходько, защитивший в 1975 году диссертацию на соискание ученой степени кандидата технических наук под руководством А.П. Панова .
В 1950-е годы по приглашению руководства Саратовского автомобильно-автодорожного института читал лекции по прогрессивной технологии литейного производства .
Заслуженный деятель науки и техники РСФСР. Награждён медалями.
Скончался в 1974 году. Похоронен на Введенском кладбище (4 уч.).

## Научно-методические труды
- Под редакцией П.П. Берга. К рационализации ваграночного хозяйства. — Ленинград: Кубуч, 1931. — 64 с. [5]
- П.П. Берг. Технические условия и испытание формовочных песков. — Ленинград,  Москва: Госмашметиздат, 1932. — 36 с. [5]
- П.П. Берг. Курс формовочных материалов: учебное пособие для втузов. — Ленинград-Москва-Свердловск: Металлургиздат, 1933. — 383 с. [5]
- П.П. Берг. Временные нормативы на основные, вспомогательные формовочные материалы и формовочные смеси. — Ленинград, 1939. — 72 с. [5]
- П.П. Берг. Формовочные материалы и смеси. Для мастеров чугуннолитейных цехов. — Москва, Свердловск: Машгиз, 1944. — 156 с. [5]
- П.П. Берг. Точность литья [Тезисы доклада]. — Москва: Типография Министерства тяжелого машиностроения, 1946. — 3 с. [5]
- Под редакцией П.П. Берга. Вопросы точности отливок [Сборник статей]. — Москва,  Ленинград: Машгиз, 1949. — 79 с. [5]
- П.П. Берг. Основы учения о формовочных материалах. — Москва, Ленинград: Машгиз, 1949. — 341 с. [5]
- Под редакцией П.П. Берга. Регенерация формовочных и стержневых смесей. Методы и аппаратура: Сборник статей. — Москва: Машгиз, 1951. — 76 с. [5]
- Под редакцией П.П. Берга. Формовочные материалы: Сборник статей. — Москва: Машгиз, 1954. — 239 с. [5]
- П.П. Берг. Проверка качества отливок. — Москва, 1958. — 79 с. [5]
- П.П. Берг. Автомобильный и мотоциклетный туризм. (Спутник туриста СССР). — Москва: Физкультура и спорт, 1961. — 319 с. [5]
- П.П. Берг. Новые методы обработки материалов: Методическое пособие. — Москва: Русвузиздат, 1962. — 52 с. [5]
- П.П. Берг. Формовочные материалы. — Москва: Машгиз, 1963. — 408 с. [5]
- П.П. Берг. Контроль качества в комплексно-механизированном и автоматизированном литейном производстве. — Москва, 1965. — 33 с. [5]
- П.П. Берг. Качество литейной формы. — Москва: Машиностроение, 1971. — 291 с. [5]
- П.П. Берг, А.С. Хинчин, В.Г. Ракогон. Комплексное регулирование процессов в литейной форме. — Москва, 1973. — 10 с. [5]